# Киавес, Дезидерато
Дезидерато Киавес (итал. Desiderato Chiaves; 1825—1895) — итальянский политический деятель и писатель.
Принимал активное участие в общественной жизни Пьемонта и в итальянском парламенте; в 1865 был министром юстиции, позже одним из вице-президентов палаты депутатов. Большим успехом пользовались его небольшие пьесы («Ricreazioni d’un filodrammatico», Турин, 1876), из которых «Lo zio Paolo» обошла все итальянские сцены. Кроме того, Киавес написал: «Il giudice del fatto» (Турин, 1843), «Il giudice mal giudicato» (Турин, 1879), «Il re» (Турин, 1881) и др.